# Desportivo de Monção
El Desportivo de Monção es un equipo de fútbol de Portugal que juega en el Campeonato de Portugal, la cuarta división nacional.

## Historia
Fue fundado el 1 de marzo de 1933 en la ciudad de Monção del distrito de Viana do Castelo afiliado a la Asociación de Fútbol de Viana do Castelo y con la licencia 439 en la Federación Portuguesa de Fútbol. Entre los años 1960 y años 1970 formó parte de la Asociación de Fútbol de Braga, donde fue campeón de liga y de copa en una ocasión. Cuenta con secciones en fútbol sala, fútbol 9 y fútbol 7 en varias categorías.
El club participó en la desaparecida Segunda División de Portugal, donde jugó por última vez en la temporada 2010/11, además de participar en la Copa de Portugal, donde destacó en la temporada 2021/22 donde avanzó hasta la segunda ronda.

## Palmarés
- Primera División de Viana do Castelo: 4

1972/73, 1975/76, 2021/22, 2024/25
- División de Honra de Viana do Castelo: 2

1975/76, 1997/98
- Campeonato de Viana do Castelo: 1

1938/39
- Copa de Viana do Castelo: 2

2011/12, 2016/17
- Supercopa de Viana do Castelo: 2

2011/12, 2016/17
- Primera División de Braga: 1

1960/61
- Copa de Braga: 1

1970/71